# هاينريش هوفمان (كاتب)
هينريتش هوفمان (بالألمانية: Heinrich Hoffmann)‏ هو كاتب للأطفال وطبيب نفسي وكاتب ألماني، ولد في 13 يونيو 1809 في فرانكفورت في ألمانيا، وتوفي بنفس المكان في 20 سبتمبر 1894.

## وصلات خارجية
- هاينريش هوفمان على موقع IMDb (الإنجليزية)
- هاينريش هوفمان على موقع الموسوعة البريطانية (الإنجليزية)
- هاينريش هوفمان على موقع ميوزك برينز (الإنجليزية)
- هاينريش هوفمان على موقع ديسكوغز (الإنجليزية)
- هاينريش هوفمان على موقع قاعدة بيانات الفيلم (الإنجليزية)